# Tartaros

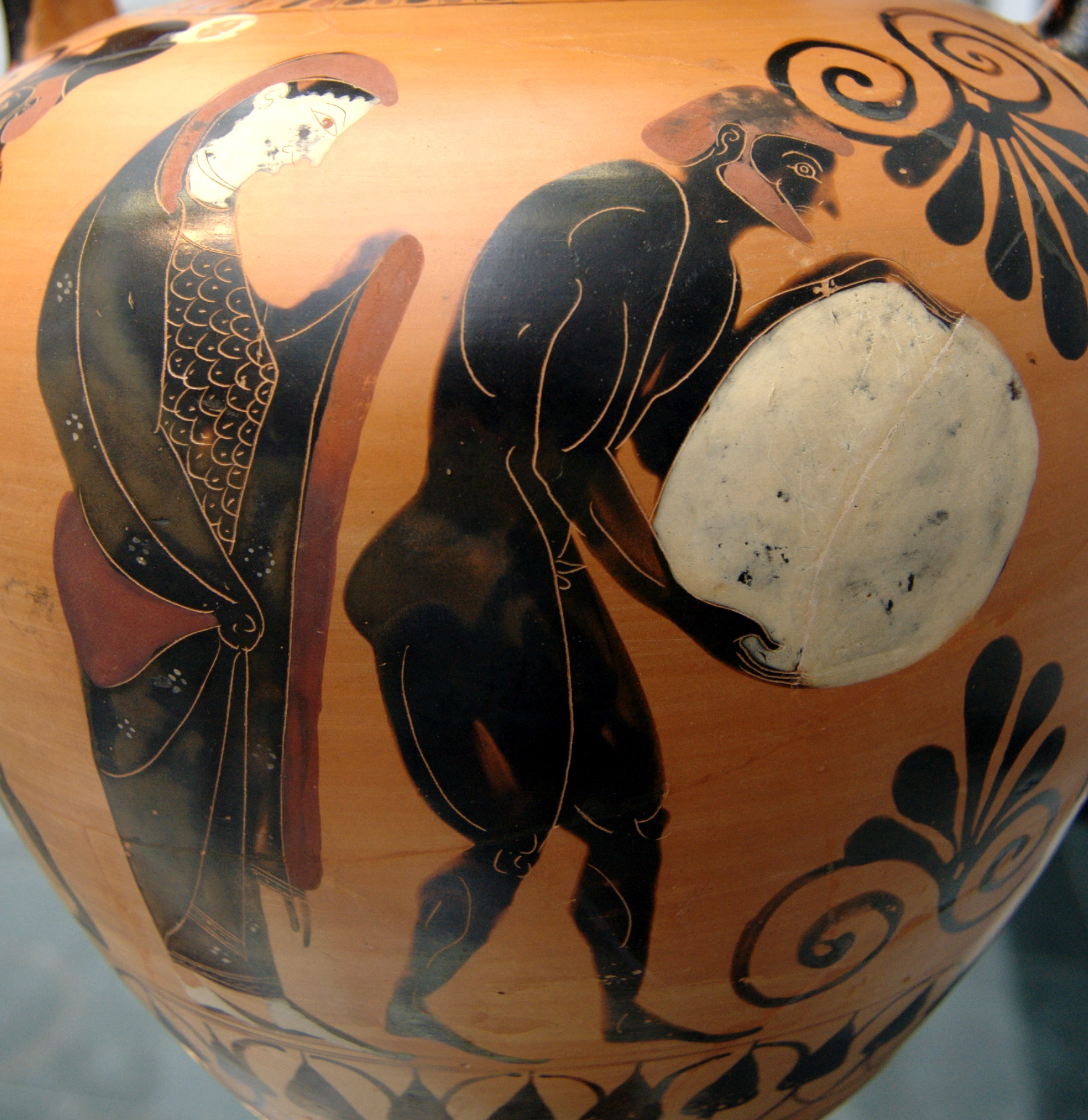
Persefone övervakar Sisyfos i den grekiska underjorden, ca 530 f.Kr.

Tartaros (grekiska: Τάρτᾰρος, Tártaros, latin: Tartarus) var i den grekiska mytologin och även i den romerska mytologin en plats i Hades, underjordens dödsrike. I Tartaros, som motsvarade Helvetet i kristendomen, hamnade de värsta syndarna samt gudarnas fiender, t.ex. titanerna. De flesta människor stannade dock i en melankolisk skuggtillvaro vid Styx strand medan ett fåtal utvalda fick komma till de Elyséiska fälten på de lycksaligas öar.
Tartaros sägs vara den plats där de straff ingen människa ville höra talas om drabbade de flesta. Sisyfos, till exempel, fick i straff att för alltid rulla en sten uppför en kulle. Så fort han kom uppför kullen, rullade stenen ned igen, gång på gång. Kronos var även fängslad i Tartaros tillsammans med de andra titanerna.
Tartaros personifieras även som en son till Etern och Jorden samt far till giganterna, Echidna och Tyfon.

## Tartaros i Bibeln
I grekiska och latinska översättningar av Bibeln används Tártaros och Tartarus en gång som översättning av en plats helvetet där änglar sitter kedjade, medan grekiska Hades och latinska Īnfer[n]us eller Īnfer[n]um används som översättningar av dödsriket och underjorden.

2 Peter 2:4 BSB: For if God did not spare the angels having sinned, but having cast them down to Tartarus, in chains of gloomy darkness, delivered them, being kept for judgment.
Textus Receptus: ει γαρ ο θεος αγγελων αμαρτησαντων ουκ εφεισατο αλλα σειραις ζοφου ταρταρωσας παρεδωκεν εις κρισιν τετηρημενους